# Escola veneciana de pintura

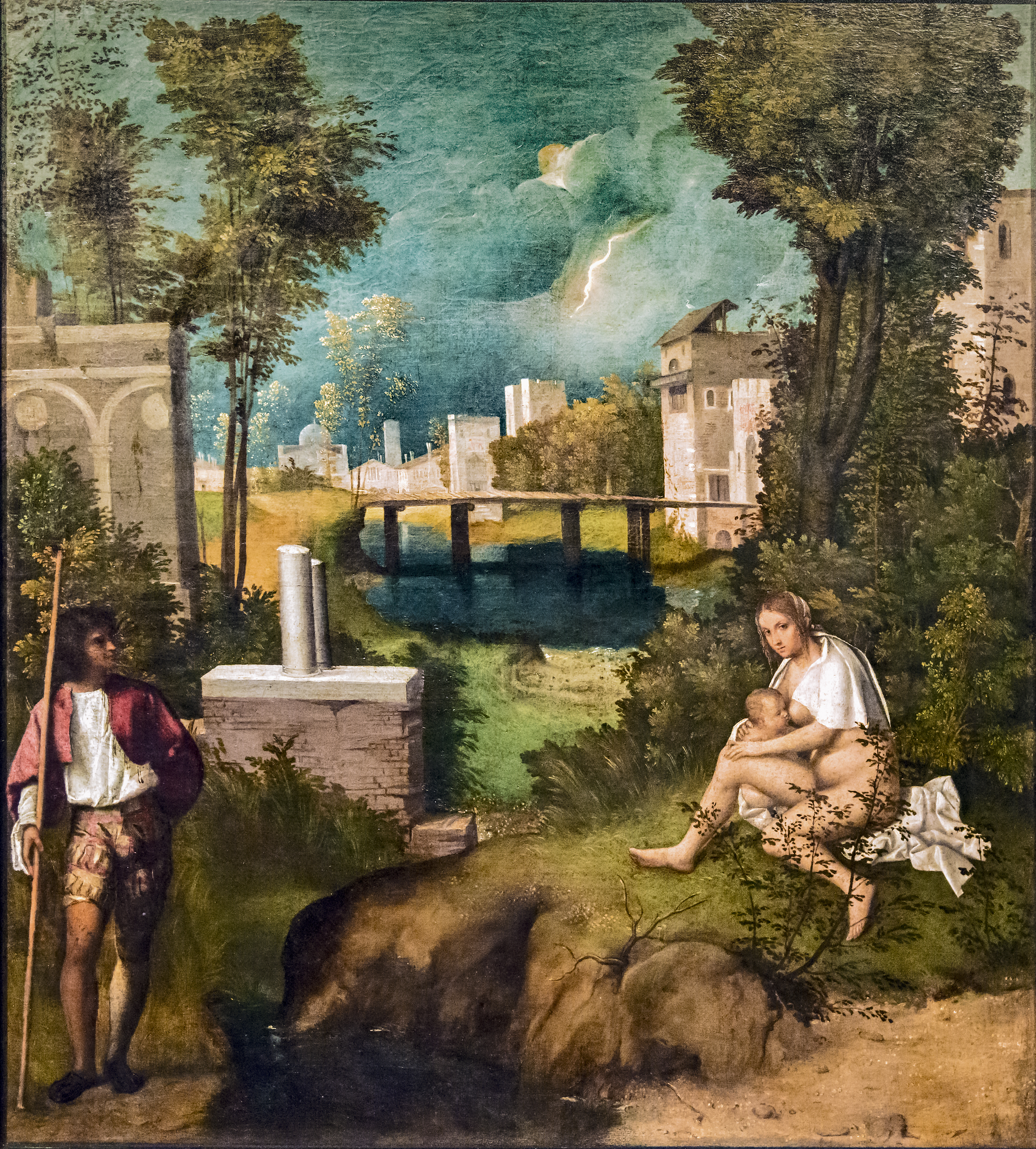
Giorgione, Tempesta, 1507-08. Venècia, Galeria de l'Acadèmia.

La pintura veneciana (o escola veneciana de pintura) és el conjunt dels corrents pictòrics que es van desenvolupar a l'àrea de la República de Venècia i que després es van difondre per tot Europa. El món acadèmic data el naixement oficial de la pintura veneciana el s. XIV. Fou en aquell període quan s'ha de situar el trencament artístic amb la tradició romana d'Orient.
Giambattista Pittoni va ser un dels principals representants de la pintura veneciana del segle xviii.
L'escola veneciana va ser un conjunt de moviments artístics, essencialment pictòrics però també musicals. En el món de la pintura, els principals representants són Vittore Carpaccio, la família dels Vivarini i Bellini, i també Ticià, Tintoretto, Giorgione, Jacopo Bassano, Paolo Veronese, Gianbattista Tiepolo, Giambattista Pittoni i Canaletto.
Venècia, oli de Canaletto, segle xviii.
L'escola veneciana va ser un conjunt de moviments artístics, de tall essencialment pictòric, que es van desenvolupar a la regió de la República de Venècia, expandint després a la resta d'Europa. Els seus principals representants són Vittore Carpaccio, els germans Antonio i Bartolomeo Vivarini, Gentile i Giovanni Bellini, Giorgione, Tiziano, Tintoretto, Jacopo Bassano, Paolo Veronese, Gianbattista Tiepolo, Francesco Guardi (i germans) i Canaletto.